# Sukcesja państwa
Sukcesja państwa (z łac. successio – "następstwo") – odziedziczenie uprawnień i zobowiązań międzynarodowych przez państwo będące następcą prawnym swoich poprzedników, gdy doszło do przekształcania (przez podział lub zjednoczenie) jednych tworów polityczno-państwowych w inne. Dotyczy to także granic państwowych, członkostwa organizacji międzynarodowych, mienia państwowego, zewnętrznych i wewnętrznych długów państwowych, archiwów państwowych, systemu polityczno-prawnego, obywatelstwa ludności i przynależności państwowej osób prawnych. W prawie międzynarodowym istnieje także spór co do istnienia sukcesji państw w zakresie odpowiedzialności międzynarodowej.
Faktyczne zastąpienie w inny sposób dotychczasowego państwa przez nowy organizm nie zawsze oznacza sukcesję prawną, nawet jeżeli nowy byt nawiązuje nazwą do starego, np. współczesne Niemcy są terytorialnym i kulturowym następcą Świętego Cesarstwa Rzymskiego, Związku Reńskiego i Związku Niemieckiego, ale pod względem prawnym zachowują ciągłość dopiero ze Związkiem Północnoniemieckim i jego następcami.
Sukcesja stała się szczególnie istotnym elementem stosunków międzynarodowych w okresie dekolonizacji, ale również w Europie w latach 90. w związku z rozpadem ZSRR, Jugosławii, Czechosłowacji oraz zjednoczeniem Niemiec.
Przedmiotem sukcesji są również umowy międzynarodowe, pozatraktatowe prawa i zobowiązania, członkostwo w organizacjach międzynarodowych. Ustalenia dotyczące granic i innych kwestii terytorialnych muszą być przejęte. Umowy dwustronne obowiązują, jeśli strony w sposób umowny lub domniemany zgadzają się na to. W wypadku traktatów wielostronnych sukcesor ma prawo wyboru określonych umów lub uznania, iż nie czuje się związany umowami swego poprzednika.
Sprawy sukcesji dotyczą dwie wiedeńskie konwencje zawarte w ramach ONZ:
- w sprawie sukcesji państw w odniesieniu do traktatów 23 sierpnia 1978 r. weszła w życie w 1996[2]
- w sprawie sukcesji państw w zakresie własności państw, archiwów i długów państw z 8 kwietnia 1983, jak dotąd nie weszła w życie[3]

W 1997 Komisja Prawa Międzynarodowego ułożyła projekt Konwencji o obywatelstwie osób fizycznych w przypadku sukcesji państw.
Zgodnie z art. 2 ust. 1 pkt. b) pierwszej z Konwencji "Sukcesja państw oznacza zastąpienie jednego państwa przez inne państwo w zakresie odpowiedzialności za międzynarodowe stosunki terytorium".
Konwencja wiedeńska o prawie traktatów w art. 73 głosi: Postanowienia niniejszej konwencji nie przesądzają żadnej kwestii, jaka w stosunku do traktatu może wyniknąć z sukcesji państw, z międzynarodowej odpowiedzialności państwa lub z wszczęcia kroków nieprzyjacielskich między państwami.